# Bin oder Die Reise nach Peking
Bin oder Die Reise nach Peking ist eine Erzählung des Schweizer Schriftstellers Max Frisch. Sie entstand im Jahr 1944 und erschien erstmals im Zürcher Atlantis Verlag im Jahr 1945. Für die Neuausgabe im Suhrkamp Verlag 1952 wurde der Text leicht überarbeitet. Die Erzählung thematisiert den Drang ihres Protagonisten, aus einem festgelegten, bürgerlichen Leben auszubrechen. Dabei wird die Stadt Peking zum unerreichbaren Ziel aller Sehnsüchte. Die Erzählung wurde sowohl auf ihren Bezug zur Biografie des Autors als auch auf die Bedeutung für das spätere Werk untersucht. Frisch bezeichnete sie als „Träumerei in Prosa“, später sprach er kritischer von „Fluchtliteratur“.

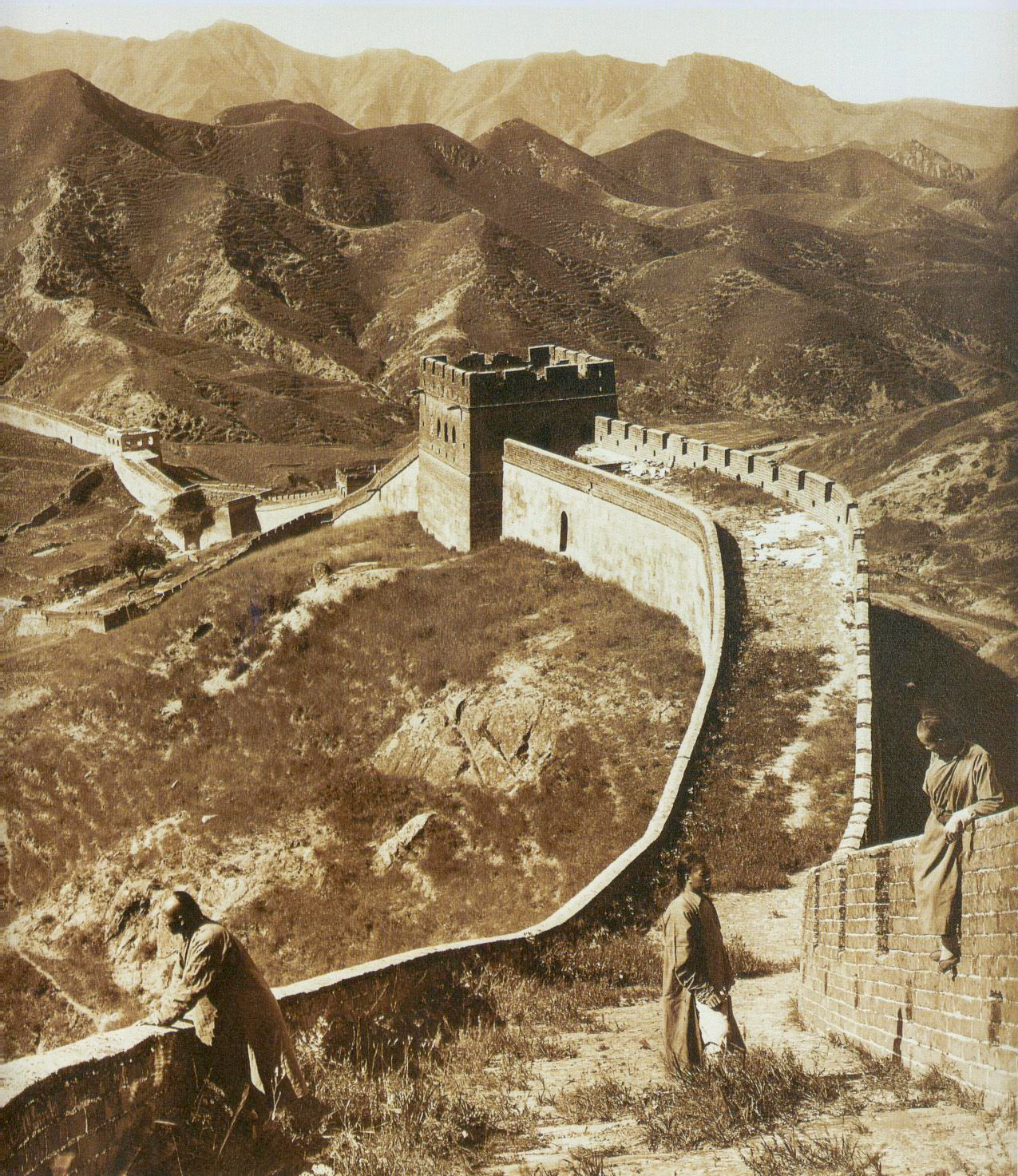
Chinesische Mauer, Fotografie von Herbert Ponting, 1907

## Inhalt
Der Protagonist der Erzählung ist ein Ich-Erzähler, damit kein Name erwähnt werden muss, wie es heißt; erst am Ende wird er Kilian genannt. Er lebt ein bürgerliches Leben, geht jeden Tag zur Arbeit und besitzt ein Haus mit Garten. Seine Frau mit dem Namen Rapunzel hat ihm eben einen Sohn geboren. Sein Leben sei so glücklich, dass er kaum ein Anrecht zu einer Sehnsucht habe. Doch sein abendliches Schlendern führt ihn nicht nach Hause, sondern quer durch die Stadt und in den Wald. Unvermittelt steht er vor der Chinesischen Mauer, wo er auf Bin trifft, der die Ellenbogen auf der Mauer abstützt und Pfeife raucht. Auf dessen Frage, wohin er wolle, weiß der Erzähler keine Antwort. So brechen sie nach Peking auf, das ganz nah sein muss, kann man doch schon die Dächer der Stadt erkennen.
Die Reise nach Peking dauert länger als erwartet. Immer wieder wird sie für Wochen, Monate oder gar Jahre unterbrochen. Doch wenn der Erzähler erneut nach Peking aufbricht, wartet Bin bereits und begleitet ihn. Der Erzähler fühlte sich glücklich und befreit auf der Reise, wenn er nicht eine Rolle mit sich schleppen müsste. Immer wieder drückt und stört sie ihn, doch er will sie nicht einfach zurücklassen. Sie zu erstellen hat ihn einst große Mühe gekostet, ihr Inhalt ist außerordentlich gewichtig. Auf der Reise begegnet der Erzähler einem Heiligen aus Sandstein und Menschen aus seinem früheren Leben. Er sieht noch einmal als Jugendlicher die erste nackte Frau im Meer baden und folgt ihr ins Dunkel einer am Strand liegenden Tonne. Er trifft erneut den Maler Anastasius Holder, dem er nicht offenbart hat, wie sehr ihn eines seiner Aquarelle beeindruckte, und der noch am gleichen Tag zu Tode gestürzt ist. Er tanzt noch einmal mit seiner Jugendliebe Maja. Sie ist so jung wie damals, sagt aber nun Sie zu ihm, weil er ein Herr geworden ist. Er erinnert sich an einen Selbstmörder, dem der Selbstmord verleidet wurde, weil er beim Vorhaben, ins Wasser zu gehen, einem Jungen das Leben rettete; seitdem schämt er sich vor dem Wasser.
Als er fast Peking erreicht hat, will der Erzähler seine Rolle in einem Haus unterstellen. Doch das Haus entpuppt sich als Entwurf seiner eigenen Phantasie, die Tochter des Hauses erinnert an Maja, der Fürst von China kommt zu Besuch und will sich vom Erzähler einen neuen Palast konstruieren lassen. Der Erzähler bleibt lange in dem Haus, und er fürchtet beinahe, Bin könne wieder auftauchen und ihn zur Weiterreise gemahnen. Doch am Ende wird er des Hauses überdrüssig. Es ist nicht mehr das Haus seiner Träume, stattdessen ist es festgelegt, seine Fehler unabänderlich, es erscheint ihm nun fremd und trostlos. Er flieht mit der chinesischen Maja. Auch sie wird von einem inneren Drang in die Welt hinaus getrieben und will von dem Weitgereisten wissen, ob er das Ziel ihrer Sehnsucht kenne, ob es wirklich existiere. Doch die Träume des jungen Mädchens sind im Gegensatz zu seinen noch ungebrochen. Bei der ersten Gelegenheit setzt sie sich mit einem jungen Burschen ab. Dem Erzähler bleibt nur das Wissen, dass sie ihn geliebt hat; er flüchtet in den Alkohol.
Beim Besuch eines Konzerts erscheint Kilian der Tod und klopft ihm auf die Schulter. Entweder müsse Kilian selbst mit ihm kommen oder einen Ersatz für sich nominieren. Kilian kann sich nicht überwinden, einen Musiker oder Konzertbesucher auszuwählen. Blind tippt er irgendjemand an die Schulter, der sich als sein Vater entpuppt und stirbt. Im gleichen Augenblick wird Kilian Vater, kommt sein Sohn zur Welt. Am Ende ist Kilian wieder daheim. Rapunzel bereitet ihm ein Frühstück. Er weiß, dass er nie nach Peking kommen wird. Nur die Gesichtszüge seines Sohnes erinnern ihn an Bin.

## Form
Gertrud Bauer-Pickar sah Bin als Mosaik von Erinnerung, Traum und Erfahrung. Auf verschiedenen Stationen der Reise vermischen sich Realität und Vorstellung. Durch hypothetische Geschichten werden Möglichkeiten der Gegenwart ausgelotet, eingeleitet durch Wendungen wie „Oder es konnte auch sein“. Der traumhafte Charakter der Erzählung wird durch unbestimmte Zeitangaben („oft“, „manchmal“, „damals“, „bald“) und des Ortes („draußen“, „drinnen“, „drüben“) unterstrichen. Motivisch immer wiederkehrende Handlungselemente wechseln ihre Erscheinung, etwa der Mond, der einer Katze, einem Gong oder einem fetten Gesicht gleicht, oder der Heilige, der am Ende als Nippesfigur auf der Truhe einer Wohnung steht. Der Protagonist der Erzählung zerfällt in drei Figuren: den namenlosen Ich-Erzähler, sein komplementäres ‚Du‘ namens Bin und Kilian, von dem bloß in der dritten Person die Rede ist. Sowohl das Ich als auch Bin bleiben repräsentative Modellgestalten, die in ihrer Individualität nicht näher ausgeführt werden.
Der namenlose Erzähler wird dem Leser als Identifikationsfigur angeboten, als Jedermann. Mehrmals wird der Leser direkt angesprochen und so in die Geschichte hineingezogen. Bereits der erste Satz lautet: „Es ist im Ernst nicht anzunehmen, daß es Leute gibt, die Bin, unseren Freund, nicht kennen.“ Auch später wird an einigen Stellen das einbeziehende Wir verwendet: „Auf einmal, nach Jahren des Wartens, sieht man sich von der Frage betroffen, was wir an diesem Ort eigentlich erwarten.“ Durch ironische Kommentare durchbricht Frisch die Erzählung, und ruft so dem Leser die verschiedenen Realitätsebenen ins Bewusstsein. So bemerkt er über seinen Erzähler, „dem wir die Rolle eines erzählenden Ich überbürdet haben, um keine Namen nennen zu müssen“, im folgenden Absatz: „wir hätten ihn auch Kilian nennen können“, was er mit dem Wechsel in die dritte Person von nun an auch tut. An anderer Stelle plaudert er über die Hauptfigur: „Mit anderen Worten: Ein wenig soff er wohl auch.“

## Interpretation

### Ich Bin
Die Figur Bin wurde von verschiedenen Interpreten als Kilians besseres Ich, sein Alter Ego, sein Doppelgänger, Reiseführer, die Verkörperung seiner Möglichkeiten oder Wünsche gedeutet. Gleichzeitig wird er von Kilian losgelöst als Teil aller Menschen bezeichnet. Im Handlungsablauf tritt er mehrmals in der Rolle eines übernatürlichen Beistands aus dem Märchen in Erscheinung. Seine Funktion für den Erzähler erinnert an die Funktion des späteren Tagebuchs für Max Frisch: Bin kommentiert, gibt Antworten, erklärt Sachverhalte oder stellt dem Erzähler jene Fragen, die dieser beantworten will. Ich und Bin sind zwei Ausprägungen eines Selbst, aus dem Bin veräußerlicht wurde, um einen Dialog mit sich selbst zu ermöglichen.
Der Dialog des Ich-Erzählers mit Bin erinnert an das Schreiben, und tatsächlich bekennt der Erzähler: „Manchmal noch schreibe ich an Bin. Nicht immer, wenn etwas passiert, gibt es Freunde; eine Feder, ein Papier, eine Wirtschaft gibt es fast immer“. Im Erzählen, im Schreiben an Bin wird für Kilian sein poetisches, literarisches Ich erfahrbar. Durch den Zusammenfall von Ich und Bin entsteht erst der ganze, der wirkliche Mensch. Der Erzähler weiß, „daß ich nur durch die Mittel des Traumes an diesem ersehnten Ort bin.“ Nur im Bereich des Traumes, im Erzählen kann der Erzähler von sich behaupten: „ich […] bin.“ Hans Schumacher leitete den Namen Bin als Silbe von Al-Bin ab, Albin Zollinger, dem von Frisch in seiner Jugend verehrten Schriftsteller.
Das „Du“ der Geschichte ist die Frau, der Archetypus der weiblichen Anima, der der Erzähler im Verlauf der Geschichte in verschiedenen Gestalten begegnet: der nackten Frau in der Tonne, der Kurtisane Pfirsichblüte, seiner ersten Liebe Maja und der jungen Chinesin, mit der er die Erinnerung vergeblich zu wiederholen versucht. Das Ende ist dem Märchen Rapunzel entnommen: nachdem der „Prinz“ in Blindheit durch die Welt geirrt ist, findet er glücklich heim zu seiner Ehefrau Rapunzel.

### Die Reise nach Peking
Peking steht nicht für die reale chinesische Hauptstadt, sondern für einen Ort der Phantasie, einen Gedankenzustand. Dennoch lässt sich Peking geografisch im Fernen Osten ansiedeln. Es ist ein Ort der östlichen Philosophie und Weisheit: die Frage „was machen sie eigentlich?“ wird sogleich mit „Oh, diese westliche Frage!“ kommentiert. Peking ist auch ein Ort des Friedens, während für den Westen gilt: „Drüben ist immer noch Krieg“. Im Gegensatz zum hektischen, automatisierten, monotonen Westen steht Peking für Muße und Besinnlichkeit, für Wasserfälle und Schmetterlinge, kurz für ein besseres Leben, was Frisch einem Satz Albin Zollingers entlehnt: „Die Sehnsucht ist unser bestes.“
Die Reise folgt einem Fluss. Peking als Ziel erwartet der Erzähler an dessen Mündung ins Meer. Der Fluss trennt das Wirkliche vom Vorstellbaren, wie er auch die Gegenwart von der Vergangenheit und möglichen Zukunft trennt. Es handelt sich um den Fluss der Zeit, der dem Erzähler ermöglicht, in verschiedene Zeitebenen zu springen. Gleichzeitig ist er auch der Fluss des Lebens. Er fließt weiter, auch wenn der Erzähler nicht voranschreitet: „Bin […] ich glaube, es treibt uns ab. Indem wir meinen, wir bleiben am Ort, indem wir rasten und reden und weilen, treibt es uns ab“.
Die Reise nach Peking ist eine Reise außerhalb von Raum und Zeit. Sie soll in eine Nacht ohne Grenzen führen, da es dem Erzähler niemals gelingt, seine inneren Grenzen zu überwinden. Seine inneren Konflikte werden zu äußeren Entfernungen umgedeutet. Mit dem Überschreiten der chinesischen Mauer hat der Erzähler die Grenze vom Bewussten zum Unbewussten überwunden. Er sucht den Weg zum Schöpferischen, das im Unbewussten liegt: „Unter wirklichen Menschen, unter schöpferischen Völkern wäre das anders“. Peking wird am Ende nicht erreicht, doch bereits im Aufbruch zur Selbsterfüllung liegt die Bewusstseinsänderung des Erzählers, der Weg selbst wird zum Ziel.

### Die Rolle
Gegenüber der Rolle, die der Erzähler ständig mit sich trägt, hegt dieser ambivalente Gefühle. Zum einen möchte er sie loswerden, weil er weiß, dass nur sie es ist, die ihn vom Aufgehen in seiner Sehnsucht abhält. In dieser Bedeutung steht sie für den Alltag des Erzählers, den er abstreifen will. Gleichzeitig ist ihm die Rolle kostbar, er will sie nicht verlieren, weil sie die Summe seiner Erfahrungen beinhaltet, den unumstößlichen Beweis seiner Existenz. Die Rolle steht für beide Bedeutungen des Wortes, die Rolle, die der Erzähler in seinem Leben spielt, und die Papierrolle als Verzeichnis seines Daseins. Durch ein Erreichen seines Ziels wäre die Rolle des Erzählers überwunden: „Eine Rolle, die man in Peking stehen ließe, wäre für immer verloren.“ Doch die Wortwahl zeigt die inneren Widerstände gegen die Aufgabe der Rolle und damit auch gegen die angestrebte Selbstverwirklichung.
Als der Erzähler die Rolle in einem Haus zur Aufbewahrung abgeben will, nimmt sie im Haus selbst materielle Gestalt an. Das Haus wurde nach Kilians Plänen erbaut, die in der Rolle aufgezeichnet sind. Der Aufenthalt in seinen Wirklichkeit gewordenen Plänen führt zur Selbstentfremdung des Erzählers und schließlich zur Spaltung seiner Persönlichkeit: durch ein Fenster beobachtet er sich bei der Feier mit dem Fürsten, beobachtet sein eigenes soziales Verhalten wie das eines Fremden. Der Erzähler erkennt sein selbst entworfenes Haus in der Realität nicht wieder. Durch die Umsetzung eines Planes, werden alle anderen dem ursprünglichen Entwurf innewohnenden Möglichkeiten negiert: „alles Fertige hört auf, Behausung unseres Geistes zu sein.“

### Der Ablauf der Zeit
Die Reise führt auf doppeltem Weg durch die Zeit. Zum einen beginnt sie im subjektiven Zeitempfinden des Erzählers im Frühjahr und führt über den Sommer zum Herbst. Parallel dazu entwickelt sich der Erzähler vom Jugendlichen zum Erwachsenen. Der Beginn der Erzählung symbolisiert die Jugend. Erinnerungen spielen noch keine Rolle, die Sehnsucht richtet sich in die Zukunft, auf das Neue, sie scheint noch unbeschränkt, die Ziele erreichbar, Peking kann nicht fern sein.
Im mittleren Abschnitt, dem Sommer, kommt es zur Erkenntnis, dass die Zeit nicht stillsteht. Zum ersten Mal werden sich vergangene Momente ins Gedächtnis zurückgerufen, verpasste Gelegenheiten bedauert. Zum ersten Mal wird auch versucht, das Leben durch philosophische Betrachtungen zu erklären. Die Langeweile tritt ins Leben, Depression und Einsamkeit folgen und führen zu einem Suizidversuch. Diese Episode, vom Erzähler erzählt, als passiere sie jemand anderem, ist eine alternative Möglichkeit seines Lebens, eines Lebens ohne Bin.
Anschließend geht die Geschichte in den Herbst des Lebens über, beherrscht vom Wissen um seine Beschränktheit. Der Erzähler lebt noch einmal seine Sehnsüchte aus, versucht die erste Liebe mit einer neuen Maja zu wiederholen, um zur Erkenntnis zu gelangen, dass eine Wiederkehr nicht möglich ist. Der Tod macht zum ersten Mal seine Aufwartung, und Kilian weiß, dass er ihm das nächste Mal nicht mehr durch das Opfer eines anderen entgehen wird. Kilians Rolle wechselt vom Sohn zum Vater. Folgerichtig stirbt sein eigener Vater, dessen Position nun Kilian selbst einnimmt. Am Herbsttag des Epilogs hängen noch die reifen Früchte des letzten Sommers in den Bäumen, während der Samen für das nächste Frühjahr bereits ausgesät ist. Das Bild steht für den Vater und den neugeborenen Sohn. Die Reise des Erzählers mit Bin war auch eine Reise hin zum eigenen Tod, in der Bin als der Fährmann Charon fungierte.

## Autobiografischer Hintergrund

Max Frisch (1955)

Die frühen Romane und Erzählungen Max Frischs sind allesamt im Spannungsfeld zwischen einer bürgerlichen und einer Künstlerexistenz angesiedelt, zwei Alternativen für einen Lebensentwurf, zwischen denen Frisch zu dieser Zeit selbst zwiegespalten war. 1936 brach er ein angefangenes Germanistikstudium ab und schrieb sich an der ETH Zürich für ein Architekturstudium ein. Im Folgejahr, nachdem die Erzählung Antwort aus der Stille eindeutig Position für das bürgerliche Leben ergriffen hatte, verbrannte Frisch all seine Manuskripte und schwor dem Beruf eines Schriftstellers ab, ehe er 1939 mit dem Kriegstagebuch Blätter aus dem Brotsack wieder literarisch rückfällig wurde. 1942 heiratete er die Architektin Gertrude Anna Constanze von Meyenburg. In einem Interview mit Heinz Ludwig Arnold erklärte er: „Ich habe mich dann ganz entschieden bekannt zu einer bürgerlichen Existenz, habe dann auch sehr bürgerlich geheiratet. Ich war also ein bewußter Bürger, einer, der Bürger sein will, und ich habe meinen Preis dafür gezahlt und meine Erfahrung damit gemacht.“
Vor diesem Hintergrund entschlüsselte der Frisch-Biograf Urs Bircher die Erzählung biografisch. Wie Kilian entwarf auch der Architekt Max Frisch Häuser. Wie Kilians Ehefrau trug auch Trudy von Meyenburg den Spitznamen „Rapunzel“. Die beschriebene Wohnung, in der Kilian so glücklich lebt, dass er kein Anrecht zu einer Sehnsucht zu haben glaubt, sei die Zürcher Wohnung, in der die Familie Frisch 1942 eingezogen sei. Kilians neugeborener Sohn korrespondiere mit Frischs 1943 und 1944 geborenen Kindern. Nach Birchers Auffassung thematisiere Frisch in Bin die Sehnsucht, aus seinem bürgerlichen Leben auszubrechen und sich der Kunst zuzuwenden. Trotz seiner Bekenntnisse für das Bürgertum lasse sich die Sehnsucht nicht unterdrücken. Durch die Erzählung, die Frisch seiner Frau widmete, gestehe er seiner Rapunzel, dass er stets aufs Neue nach Peking aufbrechen werde, dass er sich stets aufs Neue von einer Maja verlocken lassen werde, dass er aber am Abend stets wieder zu ihr in die eheliche Wohnung zurückkehren werde. Bircher schloss mit den Worten: „Unter biographischem Aspekt ist Bin eine Lebensbeichte, der Versuch, sich und seine Lebensnöte der Ehefrau gleichnishaft zu erzählen.“
Die spätere Biografin Lioba Waleczek schränkte Birchers Deutung ein. Für sie blieb „eine derart enge biographische Auslegung problematisch“. Doch auch sie wertete, dass sich Frisch im Aufbruch, auf der Suche nach Veränderung und in der Erkundung seines Selbstverständnisses befand und in der Erzählung seine Rolle als Schriftsteller thematisierte. Die Konsequenzen aus seiner Zerrissenheit zwischen dem bürgerlichen Leben und der Kunst zog Frisch im persönlichen Leben erst zehn Jahre später. Nach dem Erfolg seines Romans Stiller trennte er sich 1954 von seiner Familie. Im Folgejahr gab er sein Architekturbüro auf und widmete sich fortan nur noch der Schriftstellerei.

## Stellung in Frischs Gesamtwerk
Bin oder Die Reise nach Peking wird oft als erster Schritt von Frischs Jugendwerk zu den Themen und dem Stil seiner späteren Arbeiten aufgefasst. Sie ist Frischs erste größere Erzählung in der Ich-Form. Gleichzeitig ist sie das erste Werk Frischs, in dem das Ich in zwei Figuren aufgespalten wird, ein Kunstgriff, den Frisch in seinen späteren Werken öfter anwenden sollte. Die hypothetischen Geschichten in Bin nehmen bereits das Grundmotiv aus Mein Name sei Gantenbein voraus: „Ich stelle mir vor“. Einzelne Handlungselemente finden sich in späteren Werken wieder. So wird das durchgehende Thema der Rolle, die der Erzähler gegen seinen Willen mit sich trägt, in einer Episode des Stiller aufgegriffen, in der Rolf mit einem aufgedrängten Paket fleischfarbenen Stoffs durch Genua irrt. Auch die Figur Isidors ist aus Stiller bekannt, der Name Kilian aus dem Drama Santa Cruz. Die Begegnung Kilians mit dem Tod erinnert an die Tagebuch-Skizze Der Harlekin.
Die Erzählhaltung von Bin ließ den bisherigen grüblerisch-ernsten und problematisierenden Stil des Frühwerks hinter sich. Den heiter-poetischen Tonfall aus Bin sah Jürgen H. Petersen als Folge des eher feuilletonistischen Ansatzes aus Blätter im Brotsack. Frisch selbst bezeichnete die Erzählung 1948 als „Träumerei in Prosa“, 1974 noch als „zärtlich-romantisches Gebilde“, dessen er sich nicht schäme. Dennoch merkte er kritisch an, dass er sich mit solcherart „Fluchtliteratur“ während des Zweiten Weltkriegs „in einen Elfenbeinturm“ zurückgezogen habe. Er habe nicht über Dachau oder zumindest über die Situation in der Schweiz schreiben können: „ich hatte nicht die Mittel dazu, ich hatte vielleicht auch nicht den Mut dazu – ich meine jetzt nicht den Mut gegen außen, sondern den Mut, daß man sich und seinem Können das zutraut, diese Dinge darzustellen –; das fing erst gegen Kriegsende an, daß ich die Welt, die mich bedrängt, darzustellen begann und die Literatur nicht mehr als Fluchtgefilde betrachtete.“

## Rezeption
Bin oder Die Reise nach Peking wurde in der Presse mit großem Zuspruch aufgenommen. Emil Staiger las den Text als Gleichnis für „etwas schlechthin Gültiges“, das den „wahren und imponierenden Max Frisch“ offenbare. Hans Mayer sah in Bin eine „Ferienreise mit einem Retourbillet“, die dennoch eine „‚empfindsame Reise‘, elegisch, traumhaft, verspielt, zeitweise auch idyllisch“ sei. Frisch versuche, „durch lyrische Sprache das Alltägliche zu durchleuchten.“ Darin liege „etwas von jener ‚Romantisierung‘ des Alltags, die Novalis erträumte.“
Peter Bichsel wandte sich dagegen, Bin lediglich als unpolitische Fluchtliteratur zu lesen: „Als wir mit Primo zusammen Bin lasen, da war das kein Verdacht, sondern die absolute Gewißheit, daß es hier um Veränderung geht, um Aufbruch. Wir haben das ganz und gar politisch verstanden. Es war unsere Chance. Unsere Chance, von da wegzukommen, wo wir immer noch sind.“ Der Sinologe Wolfgang Kubin bezeichnete Bin oder Die Reise nach Peking als sein Lieblingsbuch.

### Textausgaben
- Max Frisch: Bin oder Die Reise nach Peking. Atlantis, Zürich 1945 (Erstausgabe)
- Max Frisch: Bin oder Die Reise nach Peking. Bibliothek Suhrkamp 8, Suhrkamp, Frankfurt am Main 1952, ISBN 3-518-01008-5 (überarbeitete Neuausgabe)

### Sekundärliteratur
- Peter Bichsel: Als uns Primo Randazzo „Bin“ befahl. In: Walter Schmitz (Hrsg.): Max Frisch. Suhrkamp, Frankfurt am Main 1987, ISBN 3-518-38559-3, S. 92–96.
- Manfred Jurgensen: Max Frisch. Die Romane. Francke, Bern 1976, ISBN 3-7720-1160-8, S. 30–45.
- Hans Mayer: Bin oder Die Reise nach Peking. In: Hans Mayer: Frisch und Dürrenmatt. Suhrkamp, Frankfurt am Main 1992, ISBN 3-518-22098-5, S. 91–93.
- Walter Schmitz: Max Frisch: Das Werk (1931–1961). Studien zu Tradition und Traditionsverarbeitung. Peter Lang, Bern 1985, ISBN 3-261-05049-7, S. 114–123.
- Hans Schumacher: Zu Max Frischs „Bin oder Die Reise nach Peking“. In: Walter Schmitz (Hrsg.): Über Max Frisch II, Suhrkamp, Frankfurt am Main 1976, ISBN 3-518-10852-2, S. 178–182.
- Linda J. Stine: Chinesische Träumerei: Märchenelemente in „Bin“. In: Walter Schmitz (Hrsg.): Max Frisch, S. 97–105.